# خورتياتيس
خورتياتيس (Χορτιάτης)هي ضاحية وبلدية سابقة في مقاطعة سالونيك في اليونان. منذ بغد خطة كاليكراتيس لإصلاح الحكومة المحلية في عام 2011، أصبحت جزءًا من بلدية بيلايا خورتياتيس، وهي وحدة بلدية ضمنها. تقع على ارتفاع 600 متر على منحدرات جبل خورتياتيس، ومنه أخذت اسمها. تبلغ مساحة الوحدة البلدية 109.934 كيلومتر مربع، وتبلغ مساحة كومونة خورتياتيس 57.315 كيلومتر مربع.

في العصور القديمة، عُرف الجبل والمدينة باسم كيسوس ويخبرنا هوميروس أن كيسوس كان ملك هذه المدينة. تم ذكر المدينة وسكانها كأعضاء في الحلف الديلي في القرن الخامس قبل الميلاد.
يمكن إرجاع الاسم الحديث والمدينة إلى القرن الثاني عشر، عندما قام دير بيزنطي بهذا الاسم على المنحدرات الشمالية للجبل بتزويد سالونيك بالمياه العذبة عن طريق قناة بقي جزء منها. بحلول القرن الخامس عشر، أُطلق على المستوطنة مع الدير اسم كاسترون خورتياتيس (قلعة خورتياتيس) وسقطت عام 1423 تحت الحكم العثماني. في عام 1912 تم ضم المدينة لليونان.
وقعت بها مذبحة خورتياتيس في الحرب العالمية الثانية حيق قتل 146 مدنياً على يد الفيرماخت، في نهاية احتلال اليونان من قبل قوى المحور في 2 سبتمبر 1944.